# Radu Cernătescu
Radu Cernătescu (n. 17 august 1894, Huși, Vaslui, România – d. 17 ianuarie 1958, Iași, România) a fost un chimist român, membru corespondent (23 mai 1940) și membru titular activ (12 august 1948) al Academiei Române și președinte al Filialei Iași a Academiei Române (1949 - 1958). Radu Cernătescu a fost deputat în Marea Adunare Națională în sesiunea 1952 - 1957. Radu Cernătescu a fost ales în regiunea Iași, circumscripția electorală Huși.
A fost primul profesor de chimie analitică al Facultății de Chimie, Universitatea „Alexandru Ioan Cuza” din Iași.

## Biografie
Radu Cernătescu s-a născut la Huși, mama sa fiind fiica profesorului Petru Poni. Studii liceale și universitare le-a realizat la Iași. În 1920 a susținut teza de doctorat la Universitatea din Iași cu tema Legea lui Dalton aplicată la soluții concentrate.
A fost profesor de chimie analitică (1932–1940) și de chimie anorganică (1940–1958) la Universitatea din Iași, profesor de chimie fizică și chimie analitică (1938–1940) la Școala Politehnică din Iași și director al Institutului de Chimie „Petru Poni” din Iași.
A fost membru corespondent al Academiei de Științe din România începând cu 21 decembrie 1935 .
Alături de Radu Ralea, Radu Cernătescu a întemeiat la Iași o adevărată școală de polarografie și a adus contribuții semnificative în acest domeniu al științei, cu importante aplicații industriale, studiind pe această cale fierul, zincul, cuprul, plumbul, cadmiul, conținut în minereuri complexe, ca și complecșii aminelor hidrosulfitului de nichel. A cercetat structura a numeroase substanțe, promovând folosirea metodelor fizico-chimice și a sintetizat compuși noi cu acțiune bacteriostatică.
Radu Cernătescu a fost căsătorit cu Frăsinița Bogdan, sora lui Petru Bogdan, chimist, membru al Academiei Române și profesor la Universitatea „Alexandru Ioan Cuza” din Iași.

## Distincții
- Medalia „A cincea aniversare a Republicii Populare Române” (24 decembrie 1952) „pentru lupta și munca duse în vederea făuririi, consolidării și prosperării Republicii Populare Române”[8]
- Medalia „Eliberarea de sub jugul fascist” (24 decembrie 1952) „pentru lupta dusă împotriva fascismului”[9]

## In memoriam
- Este înmormântat în Cimitirul „Eternitatea” din Iași[10].

- Universitatea din Iași este decorată cu 24 de medalioane care reprezintă personalități marcante. Unul din ele, semnat de sculptorul C.I. Stănescu, îl reprezintă pe Radu Cernătescu.[11]

- La Iași există Muzeul Memorial „Poni - Cernătescu” care adăpostește numeroase obiecte ale profesorului Petru Poni și ale academicianului Radu Cernătescu.

#### Discipoli
- Anton Ablov
- Simon Fișel
- Radu Ralea